# Abbaye Notre-Dame de Gomerfontaine
L'abbaye de Gomerfontaine est une ancienne abbaye de moniales cisterciennes située à Trie-la-Ville, dans le Vexin français (département de l'Oise). Fondée en 1207 en tant que simple prieuré, elle est érigée en abbaye dès 1226. 
Comme l'immense majorité des abbayes européennes, elle est en crise aux XVIe et XVIe siècles[Quoi ?] et choisit, pour se réformer et retrouver la règle initiale, de passer à l'Etroite Observance.
À la Révolution, l'abbaye est dissoute. Toutefois, la communauté survit à l'exil, et se rétablit dès le premier Empire en Picardie dans trois sites successifs. En 1904, l'expulsion des congrégations chasse les moniales hors de France; elles s'établissent en Belgique, dans un petit village du Hainaut, puis s'installent à Chimay fondent l'abbaye Notre-Dame-de-la-Paix.

## Historique

### Fondation et ère de prospérité
C'est dans le contexte de la quatrième croisade que plusieurs abbayes cisterciennes furent fondées en Ile-de-France (Port-Royal) ou en Picardie (Monchy-Humières). On sait que Hugues de Chaumont décida de se croiser. Villehardouin l'accuse d'avoir manquer à sa promesse, d'avoir esquivé Venise par peur du danger et d'être allé par Marseilles. Le fait est qu'aux alentours de 1207, Hugues de Calvo-monte, en accord avec son épouse, Pétronille, et  leurs fils, offre, pour le salut de son âme, de celles de ses parents et de ses descendants, son manse de Gomerfontaine aux moniales de Cîteaux. La donation est faite en présence d'un chanoine de Rouen et de l'abbé Osbert de l'abbaye du Lieu-Dieu (Somme). Dans la charte suivante, datée de 1209, il ajoute le nom de trois de ses fils, Egide, Gervais et Hugues. Il donne à Dieu et à l’église de la bienheureuse Marie de Gaumerfontaine (sic) et aux moniales de l’Ordre de Cîteaux y servant Dieu les mêmes biens et d’autres qu’il ajoute. L’acte est passé à Sainte Marie du Prato près de Rouen. Les témoins sont Robert, archevêque de Rouen, Guillem de Trie, chanoine de Rouen, Joanne de Trie, Joanne de Boissy et Willem de Magnelot, chevalier et beaucoup d’autres…
Dès 1222, la fondation est confirmée par le pape Honorius III. Le prieuré reçoit le titre d'abbaye autonome dès 1226. L'abbaye de Gomerfontaine reçoit la visite de l'archevêque de Rouen, Eudes Rigault, en 1258. Six ans plus tard, le même prélat confère la bénédiction abbatiale  à la quatrième supérieure qui se prénomme Agnès. Le 13 octobre 1266, il consacre l'église du monastère.
En 1256, Louis IX approuve la fondation de l'abbaye et l'exempte de péages. 
Alors que le Vexin a été ravagé par le conflit entre le roi de France et les rois d'Angleterre durant le siècle précédent, il connaît, durant  le XIIIe et le début du XIVe siècle,  une grande période de paix et de prospérité. L'abbaye de Gomerfontaine en bénéficie largement. Elle reçoit plus d'une trentaine de donations diverses: pièces de terres, droits de censive, de champart, d'herbage ou de pèche, dîme, fournitures ou rentes annuelles de blé, de harengs ou d'argent et, même, "deux hôtes". Les Chaumont se montrent particulièrement généreux. L'épouse du donateur, Pétronille,et d'autres élisent l'abbaye de Gomerfontaine comme lieu de sépulture. 

### Bas Moyen Âge
Le Vexin français souffre grandement de la guerre de Cent Ans. De 1419 à 1436, les Anglais occupent et ravagent la région.  Les bâtiments sont ruinés,.

### Commende et réforme
Avant le XVIe siècle, les abbesses sont peu connues. Cependant, on conserve leur nom à travers quelques actes datés. Au XVIIe siècle, l'abbaye est en commende et est administrée par la famille de Médavy-Grancey. Trois abbesses de cette famille se succèdent : Judith de Rouxel de Médavy, de 1604 à 1614 ; Madeleine, de 1614 à 1638 qui réforme l'abbaye; enfin la sœur de cette dernière, Marguerite, abbesse en titre jusqu'en 1705. Elles redressent l'institution tant sur le plan matériel que spirituel.
Judith de Médavi restaure le temporel de l'abbaye qui a souffert de la guerre et d'une "incurie extrême sous les abbatiats précédents". Elle fait récupérer les biens qui avaient été aliénés.
De 1606 à 1666, la "Guerre des Observances" divise l'Ordre de Cîteaux entre les partisans de la réforme  de l'Etroite Observance et ceux qui s'y opposent. Le cardinal de Richelieu, ardent défenseur de la réforme, devient abbé général de l'Ordre et  a comme vicaire général  Dom Arnolfini, coadjuteur de l'abbaye de Châtillon. Celui-ci consacre toute son énergie à introduire la réforme dans ses maisons-filles. À la suite de diverses plaintes des religieuses de l'abbaye de l'Eau (Chartres), il accuse l'abbesse, Marie Gaillard, de rébellion et de détournement de biens. Le 28 février 163, il ordonne donc de la transporter en l'abbaye de Gomerfontaine pendant la visite qu'il fera en celle de Chartres. Il prie l'abbesse de Gomerfontaine de la traiter charitablement moyennant le paiement d'une pension dont il fixe le montant.
En 1626, Madeleine de Médavi accueille à Gomerfontaine Mère Agnès Arnauld de Port-Royal qui, selon Charles de Condren, « n'y fit pas grand fruit, et y trouva toutes choses... en si pitoyable état qu'écrivant à la Mère Angélique..., elle lui mandait agréablement que Dieu l'avait envoyée en ce lieu pour y honorer l'article du symbole : descendit ad in feros ». L'année suivante, Madeleine introduit dans son abbaye, non le jansénisme, mais la réforme de l'«Etroite observance» (premier nom de l'Ordre Cistercien de la Stricte Observance). En 1636, la guerre contraint l'abbesse à prendre la fuite et à trouver refuge à Argentan avec ses cinquante religieuses. Pour se prémunir contre de futures invasions, elle fait construire un hospice dans le faubourg Saint-Germain à Paris. 
Marguerite de Médavi améliore les bâtiments: elle fait construire un dortoir doté de 55 cellules, long de cent quatre-vingt pieds de long, un réfectoire, une salle pour le chapitre, une infirmerie et plusieurs autres dépendances. Elle meurt centenaire.
En 1705, Marie-Anne de la Viesville lui succède. Elle le doit à Madame de Maintenon qui cherche alors une maison située à quelques distances de la cour pour y créer, pour les filles de la bourgeoisie, une succursale de Saint-Cyr, d'où le "luxe serait absent et l'éducation simple et peu coûteuse". Il lui faut pour cela une abbesse "jeune, active, intelligente". Elle porte son choix sur une de ses anciennes élèves, Marie-Anne de la Viesville, moniale à Argensolles et surtout alliée de la riche et puissante famille de Noailles. Elle décide cinq ou six jeunes filles de Saint-Cyr à se faire cisterciennes et à entrer à Gomerfontaine. Elle leur adjoint comme institutrice, Mademoiselle d'Aumale que d'aucuns ont surnommée la "première institutrice laïque". Marie-Anne de la Viesville se révèle excellente gestionnaire et, il est vrai, avec l'aide de Madame de Maintenon et du cardinal de Noailles, parvient à faire vivre dans son abbaye cent soixante personnes, tant religieuses que pensionnaires et domestiques. Les religieuses sont au nombre d'environ 25. L'abbesse rédige un règlement pour les novices. La mort de Madame de Maintenon (+ 1719) puis la banqueroute de Law (1720) diminuent brusquement le revenu des moniales qui, par ailleurs vivent pauvrement "d'eau claire, de petits brochets et de pois chiches". Madame de la Viesville meurt en 1751.
Vers 1767, sous l'abbatiat d'Anne-Jeanne du Pouget de Nadaillac, Jean-Jacques Rousseau séjourne à Gomerfontaine. Dans une de ses lettres, il décrit l'abbesse comme une personne bienfaisante et éclairée.
L'abbaye passe en 1782 dans les mains d'Elisabeth de Sarcus. Elle porte alors le titre d'abbaye royale.  Elle ne compte plus qu'une vingtaine de religieuses. Le 30 janvier 1788, l'abbesse et les religieuses contestent en justice les charges et devoirs que le Sieur Fleury exige sur deux pièces de terre dont elles jouissaient librement depuis des siècles.  

### Révolution et exil
Sous la Révolution, en 1792, conformément aux décrets de l'Assemblée Nationale, l'abbaye est supprimée et vendue comme bien national. La communauté est dissoute. Les moniales sont dispersées et, pour la plupart, retournent dans leur famille. Cependant, sous la conduite de l'une d'entre elles, Pauline Ducastel, la communauté tente de se reformer dès 1802, à Ham. Sans succès. En revanche, elle y parvient en 1804 et s'installe à Nesle, dans un modeste couvent d'une ancienne congrégation de Filles de la Croix. En 1816, elle s'installe dans un cadre plus vaste, le vieux  prieuré bénédictin de Saint-Paul-aux-Bois. L'expulsion des congrégations (1904) chasse à nouveau les religieuses, qui trouvent refuge en Belgique, à Fourbechies (commune de Froidchapelle), puis à Chimay où elles fondent l'abbaye Notre-Dame-de-la-Paix.

### Liste des abbesses
1. Guillemine I (+1248)
2. Marguerite I d'Harcourt (+ 1251)
3. Emmeline I (mention en 1251 et en 1256)
4. Agnès I (bénédiction abbatiale en 1264 par Eudes Rigault, archevêque de Rouen, mention en 1266)
5. Clémence de Chenevrières, de noble origine (mention en 1295)
6. Emmeline II sous l'abbatiat de laquelle les corps du chevalier Jean de Trie et de son épouse, précédemment inhumés à Beauvais, furent transférés dans l'église de Gomerfontaine -  + 1330
7. Sédilie ou Odile d'Oinville (mention en 1367 et 1371)
8. Eustachie de Bois-Gilout (mention en 1371 et en 1372)
9. Pétronille I de Franconville (mention en 1373)
10. Isabelle I de Marines (mention en 1377 et en 1379)
11. Agnès II du Fayel (mention en 1381 et 1383)
12. Jeanne I du Fresnoy, abbesse en Espagne pendant 34 ans, passa à Gomerfontaine à la Pentecôte 1386 et y décéda la même année
13. Agnès III du Fayel (mention en 1395-1397)
14. Jeanne II Hardouin (1409- +1409)
15. Isabelle II Tabletier ou la Tablettiere (1409)
16. Lucie de Montmorency (mention en 1412 et 1414)
17. Guillemine II Couronne dont l'abbatiat correspond à la ruine du monastère, le Vexin étant dévasté par les Anglais (mention en 1434)
18. Marguerite II de Beauvoir (mention en 1437)
19. Jeanne III (mention en 1468 et 1469)
20. Marguerite III Killon, née en Angleterre (mention en 1474)
21. Jeanne IV de la Mare (mention en1475) - +1483
22. Pétronille II le Prévost (1484- déchue en 1503 à cause de sa mauvaise gestion)
23. Nicole de Saint-Hilaire (mention en 1506,1513 et 1519)
24. Marie I Langlois, en charge pendant trente-trois ans,  inhumée dans le chœur des moniales (1533-1568)
25. Elisabeth le Monnier(1569-1580)
26. Marie II Langlois (1580-1583)
27. Jeanne V du Bouillonné (nommée par le roi en 1583- abdique en 1604)[19]
28. Judith de Rouxel de Médavi, de noble origine, prieure d'Almenesche, coadjutrice, restaura le monastère qui avait presque disparu à cause de l'incurie extrême des abbesses précédentes, prit soin de faire restituer les biens qui avaient été aliénés (1604 -1614)
29. Madeleine de Rouxel de Médavi, sœur du Maréchal de Grancey, consacrée à Dieu dès l'âge de cinq ans,  restaure le monastère tant sur le plan spirituel que temporel, introduit  la réforme de l'Étroite Observance qui est acceptée par quatorze moniales et rejetée par onze autres, gouverne en titre l'abbaye à partir de 1604, décède en 1638,  est inhumée dans le chœur des moniales
30. Marguerite IV de Rouxel de Médavi, sœur de la précédente, abbesse régulière, reçoit peu après son installation la visite de Guyonne-Scholastique qui venait de fonder un monastère à Ivry-la-Chaussée, fait bâtir un dortoir de 180 pieds de long, pourvu de 55 cellules, un réfectoire, une salle du chapitre, une infirmerie, meurt centenaire (1638-1705)[20]
31. Marie-Anne de la Viesville, moniale d'Argensolles (1705-1751)[21]
32. Anne-Jeanne du Pouget de Nadaillac, fille du Marquis François du Pouget de Nadaillac, nommée parle roi (1751-1782)
33. Marie-Élisabeth de Sarcus (1782-1792)[22]